# ビリビリAKIBA
ビリビリAKIBA（ビリビリアキバ）とは、かつて秋葉原ラジオ会館9階に所在していたイベントスペース。中国の動画共有サービス・bilibiliの日本法人である株式会社ビリビリによって運営されていた。

## 概要
2015年3月20日にプレオープン、同年4月18日にグランドオープン。
海外への情報発信をコンセプトにしている。大型スクリーンを設置したイベントスペースのほか、ライブ配信を行えるエリア、グッズの販売を行うショップなどを併設していた。
2018年いっぱいで閉鎖された。